# الحبطان (شبام)
'

تعديل مصدري - تعديل

الحبطان هي إحدى قرى عزلة شبام بمديرية شبام التابعة لمحافظة حضرموت، بلغ تعداد سكانها 60 نسمة حسب تعداد اليمن لعام 2004.